# Chifley Tower
Le Chifley Tower est un gratte-ciel de bureaux construit à Sydney (Australie) en 1992 et situé au 27 Macquarie Street.
L'architecte est la grande agence américaine Kohn Pederson Fox & Associates.